# Bisco Hatori
Bisco Hatori (葉鳥ビスコ, Hatori Bisuko) nascuda el 30 d'agost de 1975 és una artista de manga japonesa. És coneguda pel seu treball amb Ouran High School Host Club.

## Biografia
El seu nom, Bisco Hatori, és un pseudònim. Ha treballat en revistes com LaLa. El seu treball de debut fou amb A Romance of One Moment a la revista LaLa DX i la seva primera sèrie manga fou Millenium Snow; no obstant Ouran High School Host Club és el seu major èxit.

## Treballs
- A Romance of One Moment
- Millennium Snow - 2 volums, parada
- Ouran High School Host Club - 17 volums
- Romantic Egoist